# Itterswiller
Itterswiller település Franciaországban, Bas-Rhin megyében. Lakosainak száma 218 fő (2022. január 1.). Itterswiller Bernardvillé, Eichhoffen, Epfig és Nothalten községekkel határos.

## Népesség
A település népességének változása:
| Lakosok száma | 264  | 249  | 246  | 242  | 237  | 237  | 231  | 224  | 218  |
|               | 2013 | 2015 | 2016 | 2017 | 2018 | 2019 | 2020 | 2021 | 2022 |